# Haumia-Tike-Tike
Haumia-Tike-Tike var i Oceaniens mytologi son till det ursprungliga paret Rangi och Papa.
Haumia var även bräkenrotens gud och sågs som representant för de vilda, ätliga växterna.